# Zabala (Bilbao)
Zabala es un barrio de la ciudad de Bilbao, de la provincia de Vizcaya (España). El barrio pertenece al distrito de Ibaiondo (distrito 5). 

## Ubicación
Zabala está situada en el centro de Bilbao, y se prolonga desde la línea del tren entre Plaza Cantalojas y el barrio de Miribilla y hasta la calle Mina San Luis hacia el este.

## Historia
Barrio originalmente minero y obrero, donde también destacaban los edificios de viviendas destinados a trabajadores ferroviarios. 
Su arteria principal es la calle Bruno Mauricio de Zabala, conocida popularmente como "calle Zabala".
En el barrio se encuentra la estación de Zabalburu de la línea C-1 y C-2 de Renfe Cercanías Bilbao.